# Особняк на Потёмкинской улице д. № 4
Особняк на Потёмкинской улице д. № 4 в северо-восточной части Таврического сада был построен в 1910—1914 годах в стиле неоклассицизма.
История этого здания, отражает важные культурные вехи последнего столетия.

## История
1. Императорский выставочный павильон
С тех пор как в лондонском Гайд-парке впервые прошла Всемирная выставка промышленных достижений, в Европе воцарилась мода на всевозможные экспо-мероприятия. В Петербурге самым успешным организатором новой светской забавы было Императорское российское общество садоводства.
Именно для него в 1914 году рядом с Таврическим садом на Потёмкинской улице был построен выставочный павильон.
Проект павильона был выполнен гражданским инженером, архитектором Санкт-Петербургского дворцового управления Н. Н. Игнатьевым, а строительство было поручено инженеру Э. Ф. Рыдзевскому. Здание отвечало всем требованиям мировой выставочной практики: огромный стеклянный фонарь над главным залом, специальные пандусы для выгрузки тяжёлых кадок с растениями, помещения для лекций. Выставочный павильон сразу стал новой модной локацией, заняв место, которое в сознании светской публики занимали картинные галереи и салоны.
В мае 1914 года здесь разместилась Международная юбилейная выставка садоводства под патронажем Николая II.
2. Переходный период
После закрытия выставочного павильона здание находилось в забвении почти полвека. Во время революции здесь размещался бронебатальон, защищавший Смольный. После 1917 г. здание перестроено в двухэтажный гараж для партийных автомобилей.
3. Панорамный кинотеатр
С 1959 года здание было перестроено в кинотеатр. Панорамный кинотеатр «Ленинград» на 1128 мест по проекту архитектора И. И. Чашника был одним из первых масштабных проектов в этом сегменте. Зал был оборудован самым большим в стране экраном и стереофоническим звуком. Здесь проходили самые громкие премьеры. «Ленинград» долгое время задавал тон культурной жизни города.
К концу XX века техническая сторона кинозала устарела, а кино-жизнь города переместилась в торгово-развлекательные центры.

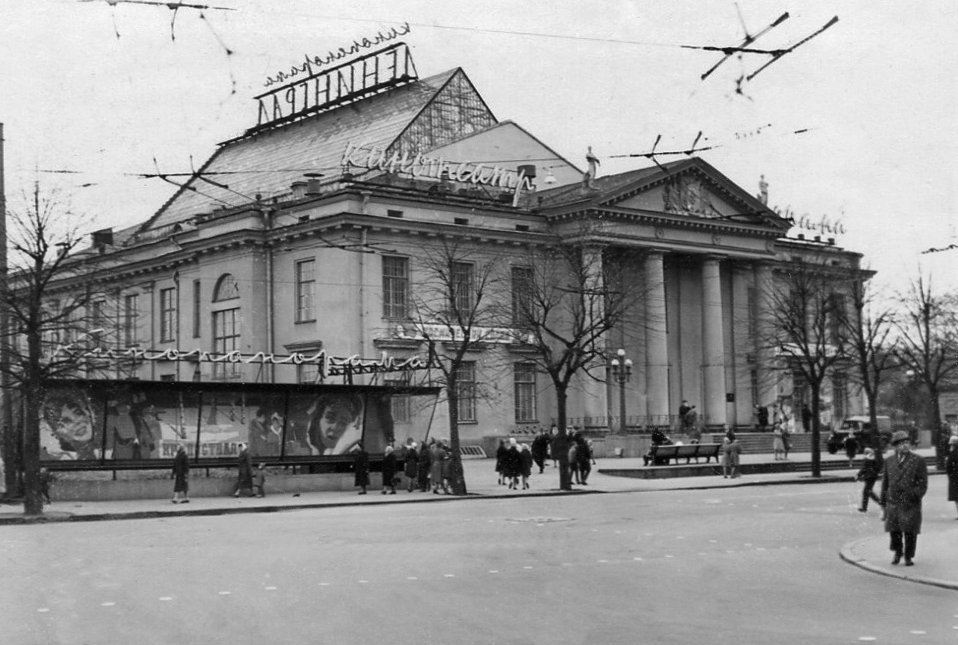
Панорамный кинотеатр «Ленинград»
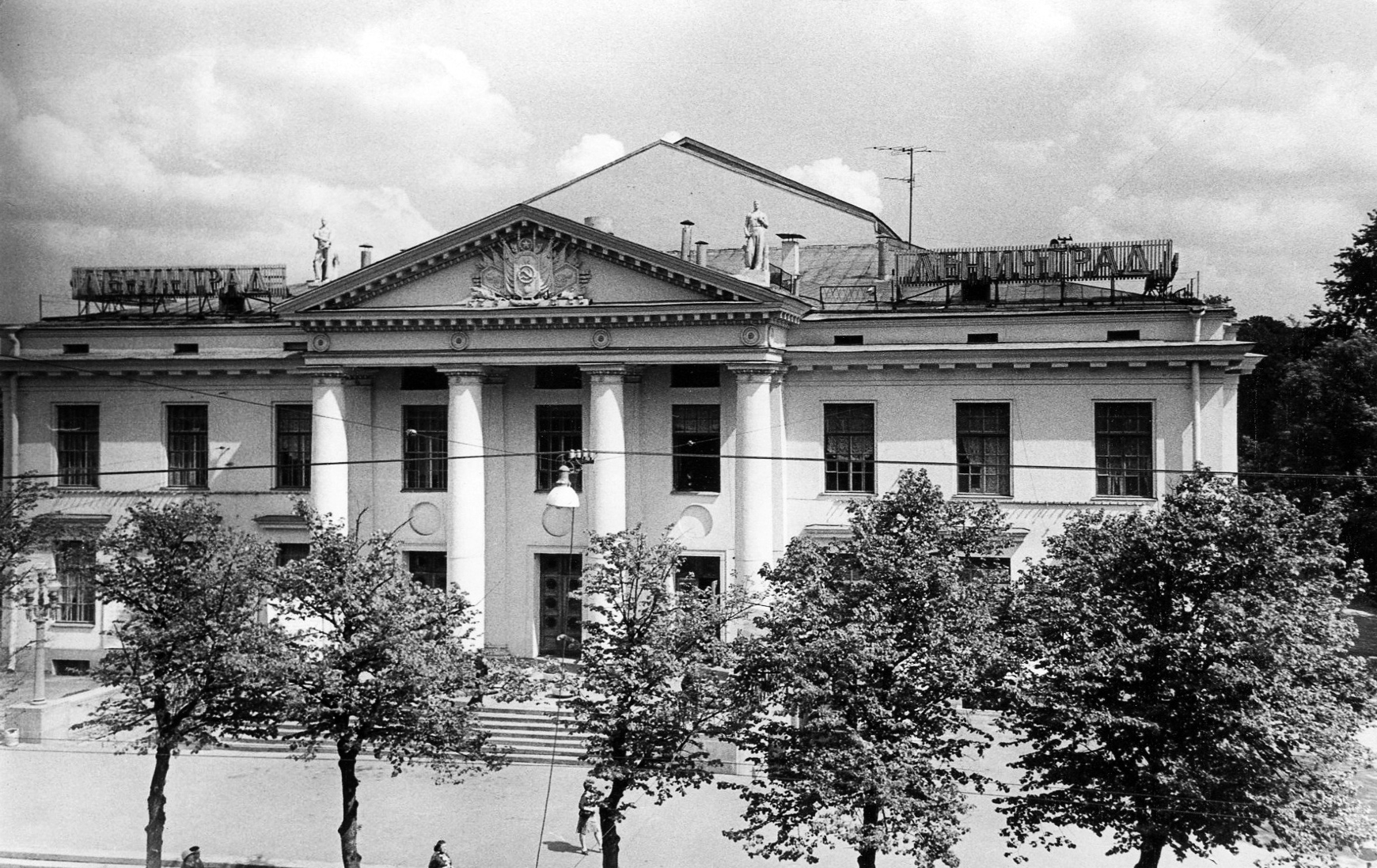
Панорамный кинотеатр «Ленинград»
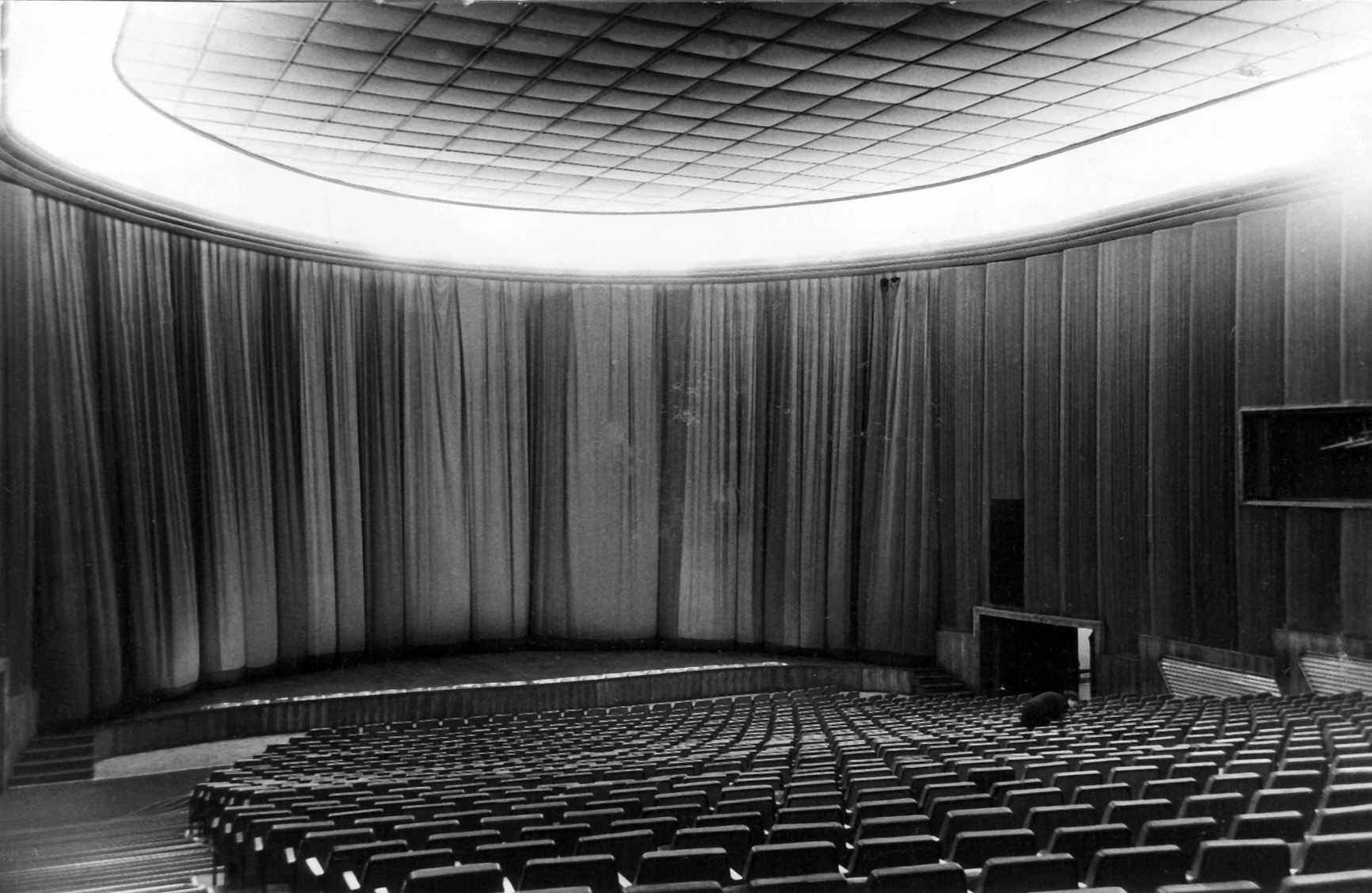
Панорамный кинотеатр «Ленинград» - зал

4. Шоу-пространство
Реставрировать здание кинотеатра для создания в нём театра нового поколения были приглашены профессионалы с мировым именем. Реконструкция осуществлялась под руководством испанского архитектора Рикардо Бофилла, известного по проектам олимпийских сооружений для Игр 1992 года в Барселоне и знаменитого парижского квартала Les Espaces d’Abraxas. Бофилл сохранил облик здания, внешние изменения коснулись только мансардной крыши, которая обзавелась террасами. Масштабный блок работы был проделан в конструктиве здания. Бофилл избавился от некоторых межэтажных перекрытий, которые достались в наследство от реконструкций советского периода и, таким образом, воссоздал первоначальную внутреннюю экспозицию. За дизайн внутреннего пространства отвечали Марта де Вильялонга, Валентин Юдашкин, Павел Каплевич. Была проведена гигантская работа по укреплению фундамента, который расположен на подземной реке и в силу особенностей грунта подвержен опасности. Чтобы обеспечить идеальные
геометрические показатели в фундамент было залито около 7 000 кубометров бетона и забито 36 свай.

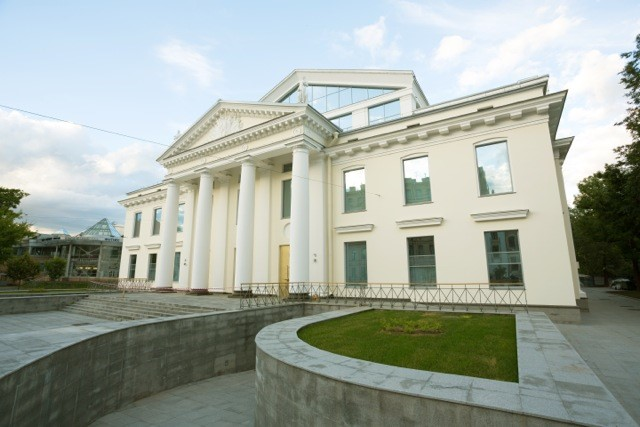
Старинный особняк сегодня

25 декабря 2014 года в легендарном здании, которое некогда служило выставочным
павильоном и кинотеатром, открылся «Ленинград Центр»